# Effondrement des barrages de Derna
L'effondrement des barrages de Derna est la conséquence de la rupture catastrophique du barrage de Mansour et du barrage de Derna, en Libye, dans la nuit du 10 au 11 septembre 2023, à la suite de la tempête Daniel. L'effondrement de ces barrages a libéré environ 30 millions de mètres cubes (39 millions de mètres cubes) d'eau, provoquant des inondations en aval lorsque le Wadi Derna a débordé de son lit,. Les inondations ont partiellement détruit la ville de Derna. Au 18 septembre, les estimations du nombre de victimes variaient entre 5 300 et 20 000 personnes. Il s'agit de la deuxième rupture de barrage la plus meurtrière de l'histoire, après celle de Banqiao en Chine en 1975.

## Contexte

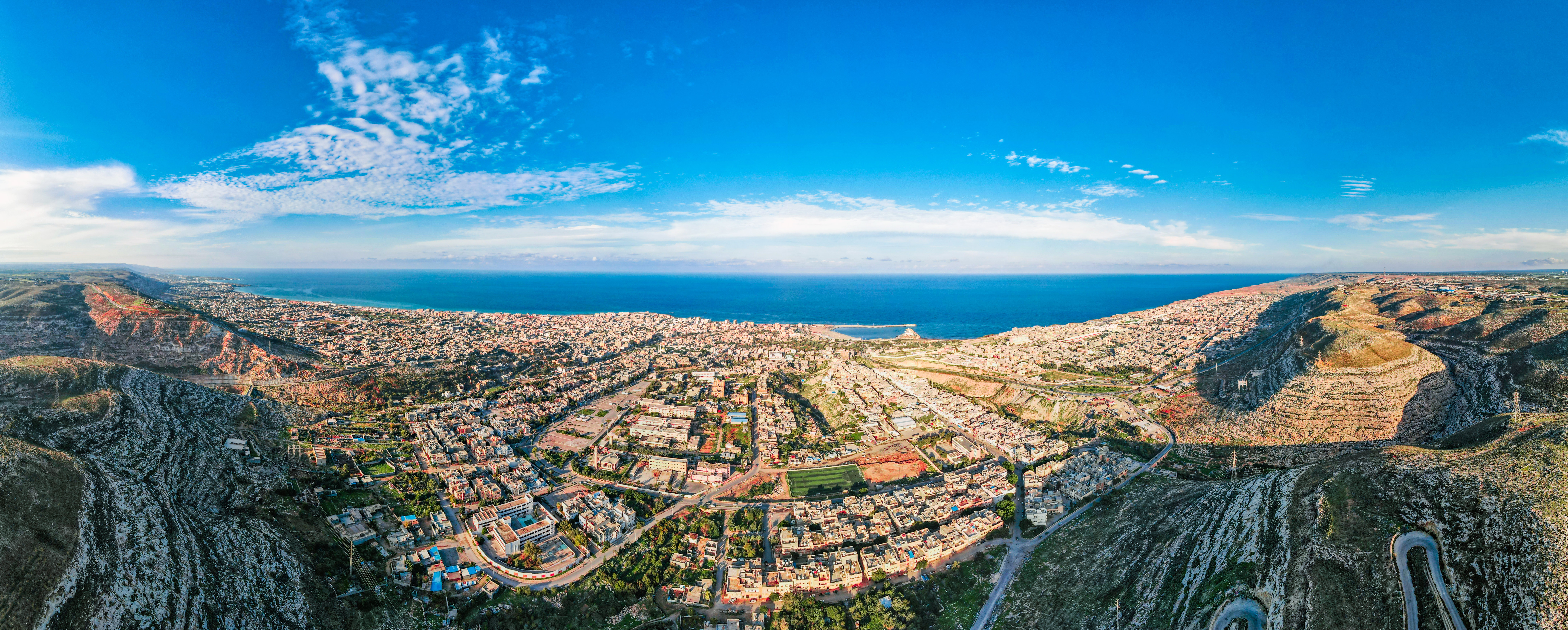
Vue de Derna en décembre 2020, le deuxième barrage est visible à l'extrême centre gauche.

### Construction des barrages
Les barrages effondrés ont été construits sous le régime de Kadhafi par la société yougoslave Hidrotehnika-Hidroenergetika de 1973 à 1977 afin de contrôler les inondations, irriguer les terres agricoles et fournir de l'eau aux populations locales. Ils ont été décrits comme des barrages en remblai faits d'argile, d'une hauteur de 75 mètres (barrage de Mansour) et 45 mètres (barrage de Derna). Le barrage de Derna (ou Belad ) avait une capacité de stockage d'eau de 1,5 million de mètres cubes, tandis que le barrage de Mansour (ou Abu Mansour ) en amont avait une capacité de 22,5 millions de mètres cubes.

### Situation politique
L'ampleur de la catastrophe à Derna a été attribuée aux décennies de négligence de la région par et après le règne de Mouammar Kadhafi,,. Tout au long des années 2010, la ville a été un champ de bataille, pendant la guerre civile libyenne, l'intervention simultanée de l'OTAN et les conflits entre gouvernements rivaux établis après le renversement de Kadhafi. Après le renversement de Kadhafi, la ville a changé de mains quatre fois. La ville était sous le régime de l'État islamique de 2014 à 2018.

### Avertissements
Des fissures avaient été signalées sur ces barrages dès 1998. L'adjoint au maire de Derna a déclaré que les barrages n'avaient pas été entretenus depuis 2002 et n'étaient pas construits pour résister à de tels volumes d'eau. Le manque d'entretien s'est produit malgré l'allocation par l’État de plus de 2 millions d'euros à cet effet en 2012 et 2013. Cependant, l'entreprise de construction turque Arsel Construction Company Limited a affirmé qu'elle avait été engagée pour effectuer des travaux d'entretien sur le barrage et en construire un autre en 2007, et a déclaré sur son site Internet qu'elle avait achevé ces travaux en 2012.
En 2022, un chercheur de l'Université Omar Al-Mukhtar de Bayda, en Libye, avertit dans un article que les barrages nécessitaient une attention urgente, soulignant qu'il existait « un risque élevé d'inondation »,. Le journal appela également les autorités à procéder d'urgence à l'entretien des barrages, déclarant prophétiquement que "(en) cas d'inondation énorme, les résultats seront catastrophiques",. Le Wadi Derna était connu pour être sujet aux inondations, en ayant connu quatre majeures entre 1942 et 1986.

### Tempête Daniel
Juste avant la rupture des barrages, la tempête Daniel provoqua des pluies extrêmes dans le nord-est de la Libye. Entre le 4 et le 10 septembre, la tempête entraîna des pluies torrentielles en Grèce et dans les Balkans, s'intensifia en un cyclone méditerranéen et se déplaça vers le sud à travers la Méditerranée. Le 10 septembre, la tempête rencontra les rivages de Libye, près de la ville de Benghazi. Des précipitations totales sur 24 heures de 150 à 240 mm ont été enregistrées dans le nord-est de la Libye, et les vents ont atteint 110 à 130 km/h. Daniel se déplaça vers l'est et a continué à l'intérieur des terres avant de dégénérer en une zone de basse pression, et la tempête se dissipa le 12 septembre.

## Effondrement
Avant la tempête, les habitants n'avaient pas le droit de quitter leur domicile après que les autorités eurent imposé un couvre-feu de précaution le 10 septembre 2023.
On pense que le barrage de Mansour, situé à la convergence de deux vallées fluviales, s'est effondré en premier. Les eaux libérées se sont précipitées sur 12 kilomètres (sept milles) vers la mer et ont submergé le barrage de Derna, qui était également soumis à la pression de la montée des eaux dans son réservoir. Les habitants se souviennent avoir entendu de fortes explosions au moment où les barrages ont éclaté.
Ces eaux ont balayé Derna avec une vidéo montrant l'inondation atteignant la ville peu avant 03h00 EET (UTC+2:00) le 11 septembre. Des vidéos publiées sur les réseaux sociaux montrent des voitures submergées par le déluge. Le Premier ministre Hamada déclara que les quartiers résidentiels avaient été balayés, tandis que le ministre de l'aviation de Hamada, Hisham Chkiouat, a déclaré que Derna semblait avoir été frappée par un "tsunami". Il a également déclaré que 25 % de la ville avait « disparu », et de grandes parties de la ville étaient entraînées vers la Méditerranée.
Les hôpitaux de la ville ont été saturés tandis que les morgues se remplissaient, obligeant les corps à être étendus sur les trottoirs et sur la place principale de la ville. Plus de 300 corps ont dû être transférés dans une morgue de Tobrouk. Plus de 1 000 corps ont ensuite été enterrés dans des fosses communes. Des équipes navales ont été dépêchées pour récupérer les corps emportés en mer par les inondations. Au cours des jours suivants, au moins 200 corps ont été retrouvés échoués jusqu'à 20 kilomètres de Derna. D'autres ont été retrouvés à plus de 100 kilomètres (60 miles) de la ville. Une personne a été secourue après avoir été retrouvée à 11 milles marins au large de Derna.

## Dommages et victimes
Les estimations des victimes de la catastrophe varient considérablement. Le Bureau de la coordination des affaires humanitaires de l'ONU a donné une estimation de 11 300 morts, mais a ensuite retiré ce chiffre. Othman Abduljalil, alors ministre de la Santé du gouvernement libyen de stabilité nationale, déclara que 6 000 personnes étaient portées disparues rien qu'à Derna. Le maire de Derna, Abdulmenam Al-Ghaithi, a déclaré à al-Arabiya que le bilan final des morts dans la ville pourrait varier entre 18 000 et 20 000, soit l'équivalent d'un cinquième de la population de la ville,.
Seuls trois des dix districts de la ville ont échappé aux inondations, tandis que cinq des sept voies d'accès à Derna ont été rendues inaccessibles. L’effondrement de quatre ponts le long du Wadi Derna a divisé la ville en deux. Une analyse des Nations unies a montré que plus de 2 200 bâtiments de la ville ont été inondés.

## Conséquences

### Réactions nationales
Le Conseil présidentiel libyen basé à Tripoli a déclaré les villes de Derna, Shahhat et Bayda zones sinistrées, tandis que le ministère de la Santé basé à Tripoli a envoyé un avion transportant 14 tonnes de matériel médical, de médicaments, de sacs mortuaires et de personnel à Benghazi le 12 septembre. La Chambre des représentants (HoR) basée à Benghazi, qui contrôle la plupart des zones touchées, a décreté trois jours de deuil national, tout comme le Gouvernement d'unité nationale (GNU) internationalement reconnu et basé à Tripoli et dirigé par le Premier ministre Abdulhamid al-Dbeibah. Dbeibah a promis une enquête sur les dégâts, ainsi que l'allocation de 2,5 milliards de dinars libyens (515 millions de dollars) pour aider à reconstruire Derna et Benghazi, tandis que la Chambre des représentants a dévoilé un budget de près de 2 milliards de dollars pour les efforts de secours. Dbeibah a également annoncé la mise en place d'un processus d'évaluation méticuleux de l'aide étrangère, affirmant qu'elle "n'accepterait que l'aide jugée nécessaire". Le 14 septembre, Dbeibah a assumé la responsabilité de l'effondrement du barrage et de l'échec de son entretien. Le 15 septembre, le procureur général libyen al-Sediq al-Sour a annoncé qu'il ouvrirait une enquête sur la catastrophe de Derna. Des membres de la population ont également répondu aux appels à l'aide sur les réseaux sociaux, avec des individus venant d'aussi loin que Zawiya, dans le territoire contrôlé par le GNU à l'ouest de Tripoli, se portant volontaires pour se rendre à Derna afin de participer aux efforts de secours.
Les premiers convois de secours arrivèrent à Derna le 12 septembre.
Les Nations unies nota la coordination ees gouvernements rivaux concernant les efforts de secours. Le 13 septembre, une délégation ministérielle du GNU a quitté Tripoli pour évaluer les dégâts à Derna. Dans le même temps, des informations ont fait état de l’Armée nationale libyenne – commandée par Khalifa Haftar – empêchant les journalistes d’entrer dans la ville et confisquant leurs téléphones. Haftar lui-même a promis des promotions aux soldats ayant participé aux opérations de secours.
Le 13 septembre, les autorités ont conseillé l'évacuation de la ville de Tocra, à l'ouest de Derna, après avoir prévenu du risque d'effondrement d'un barrage dans la région.
Le 14 septembre, le port de Derna a été rouvert aux navires d'un tirant d'eau ne dépassant pas 6,5 mètres transportant de l'aide humanitaire, tandis que l'électricité a été rétablie dans la partie ouest de la ville. Le même jour, les services d'ambulance et d'urgence libyens ont annoncé que les résidents restants de Derna devaient être évacués et que la ville serait fermée, à l'exception des équipes de recherche et de sauvetage. L'agence libyenne de lutte contre les maladies a rapporté le 15 septembre qu'au moins 150 personnes avaient contracté la diarrhée à Derna après avoir bu de l'eau contaminée.

### Réactions internationales
Le président égyptien Abdel Fattah al-Sissi a déclaré qu'il déploierait l'armée du pays en coordination avec les forces de l'est de la Libye pour contribuer aux opérations de secours. Il a également décrété trois jours de deuil national pour les victimes des inondations ainsi que celles du séisme marocain de 2023, le 8 septembre. Une délégation militaire conduite par le chef d'état-major des forces armées , Oussama Askar, s'est rendue le 12 septembre dans l'est de la Libye pour rencontrer Khalifa Haftar. La délégation comprenait 25 équipes de secours et trois avions militaires transportant du matériel humanitaire. Les corps des 84 Égyptiens tués à Derna ont été rapatriés de Tobrouk et enterrés le 13 septembre.
À la suite d'une demande du président du Conseil présidentiel libyen, Mohamed al-Menfi, l'Algérie a envoyé huit avions Ilyushin Il-76 transportant une aide humanitaire comprenant des vivres, du matériel médical, des vêtements et des tentes,.
Le 12 septembre, l'Italie a activé ses services de protection civile, le ministre des Affaires étrangères Antonio Tajani déclarant qu'une équipe d'évaluation était en route. Anne-Claire Legendre, porte-parole du ministère français des Affaires étrangères, a annoncé que le pays était prêt à répondre aux demandes du gouvernement libyen. Le chef de la politique étrangère de l'UE, Josep Borrell, a déclaré que l'organisation était prête à apporter son soutien, tandis que la présidente de la commission, Ursula von der Leyen, a exprimé ses condoléances. Les États membres que sont l’Allemagne, la Roumanie et la Finlande ont ensuite envoyé de l’aide. L'Organisation mondiale de la santé a envoyé une cargaison de 40 tonnes d'aide à la Libye. Les Nations unies ont alloué 10 millions de dollars pour les secours en cas de catastrophe.
La Tunisie, l'Allemagne, le Qatar, l'Iran, Malte, la Turquie et les Émirats arabes unis ont également promis une aide humanitaire à la Libye,,,.

### Prise de conscience mondiale du risque d’effondrement des barrages
Les ruptures de barrages en Libye ont accru la prise de conscience du risque d’effondrement de barrages dans le monde entier. Une attention particulière a été accordée au barrage de Mullaperiyar en Inde, en péril.

### Manifestations et poursuites
Les manifestants ont demandé le limogeage des responsables du gouvernement de l'est de la Libye pour avoir omis d'entretenir le barrage ou d'ordonner une évacuation. Le 18 septembre, la maison du maire de Derna, Abdulmenam al Ghaithi, a été incendiée.
Le 25 septembre, le maire de Derna, Abdulmenam al Ghaithi, et plusieurs autres responsables ont été arrêtés pour mauvaise gestion et négligence à la suite de l'effondrement du barrage de Derna.
En décembre 2023, L'ONG Human Rights Watch appelle à une enquête indépendante pour examiner les défaillances dans la gestion des inondations qui ont ravagé l’est de la libye.
En janvier 2024, d'après les conclusions de 25 experts. Les barrages qui ont cédé à Derna étaient fragiles. C'est la négligence qui a mené à la catastrophe. Elle aurait pu être évitée si les recommandations faites depuis 2003 d'entretenir ces barrages et d'en construire un troisième, avaient été appliquées.
Le 11 mars 2024, Amnesty International publie un rapport sur cette catastrophe dans lequel elle dénonce le manque d’équité dans l’accès aux indemnisations et appelle à des enquêtes approfondies sur la responsabilité de puissants acteurs militaires et politiques.